# Politopo simplicial

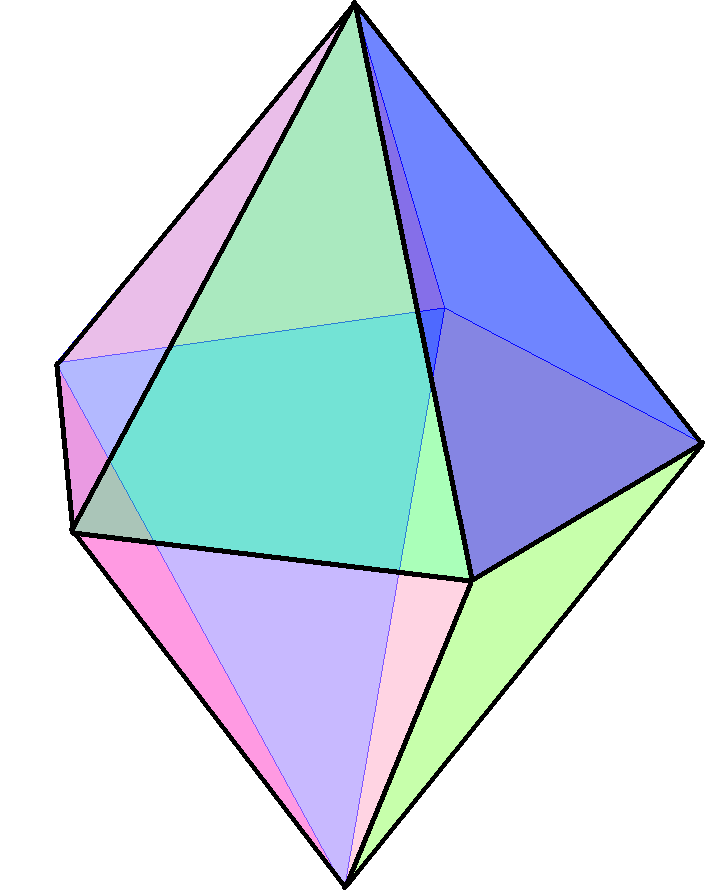
Bipirámide pentagonal, un ejemplo sencillo de politopo simplicial, al estar formada exclusivamente por triángulos

En geometría, un politopo simplicial es un tipo de politopo cuyas facetas son todas símplices. Por ejemplo, un poliedro simplicial en tres dimensiones contiene solo caras triangulares y corresponde según el teorema de Steinitz a un grafo plano.
Son topológicamente los duales de los politopos simples. Politopos que son ambos
simples y simpliciales son los símplices de cualquier dimensión o los polígonos bidimensionales.

## Ejemplos
Los poliedros símplices incluyen:
- Bipirámides
- Dipirámides giroelongadas
- Deltaedros (triángulos equiláteros)
  - Sólidos platónicos
    - Tetraedro, octaedro, icosaedro

  - Sólidos de Johnson:
    - Bipirámide triangular, bipirámide pentagonal, biesfenoide romo, prisma triangular triaumentado, bipirámide cuadrada giroelongada
- Sólidos de Catalan:
  - Triaquistetraedro, triaquisoctaedro, tetraquishexaedro, hexaquisoctaedro, triaquisicosaedro, pentaquisdodecaedro, hexaquisicosaedro

Teselados simples:
- Regulares:
  - Teselado triangular
- Teselados de Laves:
  - Teselado tetraquis cuadrado, teselado triaquis triangular, teselado quisrómbico

Los polícoros simples incluyen:
- 4-politopos regulares convexos
  - 4-símplex, 16-celdas, 600-celdas
- Panales uniformes convexos duales:
  - Panal tetraédrico disfenoide
  - Dual del panal cúbico cantitruncado
  - Dual del panal cúbico omnitruncado
  - Dual del panal cúbico alternado cantitruncado

Familias de politopos superiores simpliciales:
- Símplex
- Politopo de cruce (ortoplex)